# Royal Rota
Royal Rota, o «rotación real» en español, es un sistema de acreditación exclusiva, organizado por la News Media Association, cuyo objetivo es cubrir todos los eventos relacionados con la monarquía británica, ya sean actividades en el Reino Unido o en el exterior. 
El sistema Royal Rota, creado a comienzos de los años 1980, proporciona material a los medios impresos o de radiodifusión británicos que no pueden estar presentes en tales eventos, o tengan interés en ellos, a los cuales se les brinda gratuitamente los audios, fotografías, o videograbaciones que ellos necesiten. La idea de este sistema es que sólo un reducido número de periodistas asista a las actividades de la realeza, de modo que no interfieran con las actividades reales y ni con el aparato de seguridad, a la vez que se garantiza un cubrimiento completo. El sistema también es considerado un «pool» de prensa.

## Presencia en los eventos reales
En su página oficial, la News Media Association (asociación de medios informativos) indica, que este sistema Royal Rota se ha establecido porque: «Debido a restricciones de espacio y seguridad, rara vez es posible permitir que todos los medios que lo deseen, cubran un compromiso real y tengan el mismo acceso al evento. Por lo tanto, se debió introducir un sistema de rotación o agrupación, por el cual se ofrece a los representantes de cada sector relevante de medios, la oportunidad de cubrir un evento, en el entendido de que luego compartirán todo el material obtenido, con otros miembros de su sector que lo soliciten». Dicho material debe entregarse a los medios no asistentes gratuitamente. La News Media Association dispone de diversas plataformas digitales, bajo el nombre de «Royal Rota», donde se publican numerosos podcast, y grabaciones de video.

Sin embargo, a algunas actividades de la realeza sólo accede un número mínimo de periodistas, preferentemente, miembros de la prensa escrita.
A la News Media Association se encuentran vinculados la mayoría de periódicos del Reino Unido, pero el sistema Royal Rota sólo convoca a los principales, por lo que las comitivas periodísticas las integran, tanto periodistas de los periódicos de gran formato o serios, como también reporteros de los periódicos sensacionalistas o tabloides.

## El caso de los duques de Sussex

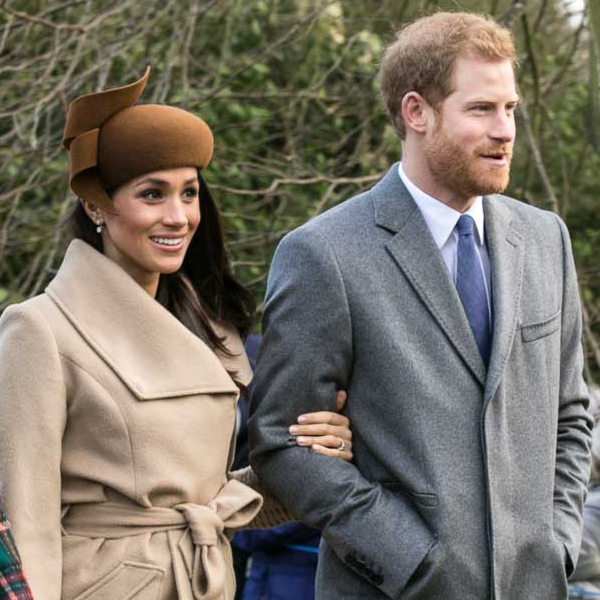
Meghan Markle y Enrique de Sussex el 25 de diciembre de 2017

El tema del sistema Royal Rota, y en especial, el acompañamiento permanente a miembros de la monarquía británica, ha tomado notoriedad, como consecuencia del anuncio de Enrique de Sussex (más conocido como príncipe Harry) y su esposa Meghan, quienes hicieron público el 8 de enero de 2020 un mensaje conjunto, en el cual ambos manifiestan su intención de alejarse de las actividades oficiales de la monarquía británica, incluyendo distanciarse de todas las comitivas periodísticas.
En un hecho sin precedentes, dentro de la estricta etiqueta de la familia real británica, Harry y Meghan utilizaron para hacer este anunció su propia página web personal para dar a conocer su decisión. Además de informar su alejamiento de la monarquía y de que vivirán con su hijo, Archie, entre América del Norte y el Reino Unido, el portal privado de los duques detalló ampliamente sus objeciones al funcionamiento del sistema Royal Rota, bajo el título «MEDIA», y entre otros conceptos, expusieron que:

«La «Royal Rota» se estableció hace más de 40 años, como una forma de dar a los medios del Reino Unido acceso exclusivo a los compromisos oficiales de los miembros de la Familia Real. Bajo este sistema, la rotación, o grupo, brinda a los representantes de los medios de comunicación británicos la oportunidad de cubrir exclusivamente un evento, en el entendido de que compartirán el material basado en hechos obtenido con otros miembros de la prensa que así se lo soliciten. El sistema actual es anterior a la dramática transformación de los informes de noticias en la era digital. El grupo central de medios del Reino Unido con acceso a la «Royal Rota» sigue siendo la fuente de noticias principal, a través de la cual las organizaciones de medios de todo el mundo reciben contenido, sobre los compromisos oficiales de los miembros de la Familia Real. Estos medios de comunicación del Reino Unido son: The Daily Express, The Daily Mail, The Daily Mirror, The Evening Standard, The Telegraph, The Times, y The Sun».

### Reportajes distorsionados
Dentro del mismo mensaje conjunto, se denunció lo que para ellos es una contradicción entre el trabajo de los reporteros que los acompañan y tienen acceso personal a Harry y Meghan, y lo que finalmente sus medios deciden publicar, luego de pasar por las manos de editores y columnistas:

«Los corresponsales reales de Gran Bretaña son considerados internacionalmente como fuentes confiables, tanto del trabajo de los miembros de la familia real como de sus vidas privadas. Este concepto erróneo ha impulsado una cobertura a menudo teñida de otros puntos de vista, dirigida al mundo entero, lo que amplifica sus frecuentes informes. Lamentablemente, las historias que podrían haber sido registradas con precisión por los corresponsales reales, a menudo son también editadas o reescritas por los equipos editoriales de los medios, con la intención de presentar informaciones falsas».

Adicionalmente, Harry y Meghan no han dejado pasar la oportunidad de resaltar la extraña circunstancia por la cual, dada la actual conformación del sistema Royal Rota, nada menos que 4 de los 7 medios que siguen a la pareja, son representantes de la prensa amarillista, por lo que en su declaración, los duques mencionan que prefieren trabajar con otros medios, como la revista National Geographic, puntualizando sobre la prensa:

«El duque y la duquesa creen en una industria de medios libres, fuertes y abiertos, que defiendan la precisión y fomenten la inclusión, la diversidad y la tolerancia. Tanto el duque como la duquesa han colaborado con organizaciones de medios que incluyen: Time Magazine, National Geographic, The Daily Telegraph, British Vogue y varios otros. Sus Altezas Reales reconocen que sus roles como miembros de la Familia Real están sujetos a intereses, y agradecen los informes de los medios precisos y honestos, además de rendir cuentas si corresponde. Igualmente, como todos los miembros de la sociedad, también valoran la privacidad como individuos y como familia».

### Acoso y racismo
En el otoño de 2018 el duque de Sussex, en el avión de regreso a Reino Unido, le dijo a un pequeño grupo de periodistas que lo había acompañado en un viaje de 16 días por Sudáfrica, junto a su esposa Meghan: «Gracias por venir, a pesar de que no fueron invitados». Este incidente transparentó el malestar de Harry con los medios sensacionalistas, que por esos días publicaban ataques contra su esposa. Además, el asedio incluyó comentarios de un locutor de la BBC, quien dijo al aire que el hijo de Harry y Megan parecía «un chimpacé», y otros apuntes racistas, más o menos disimulados que han caído sobre la duquesa californiana que ahora forma parte de la monarquía británica. El Mail on Sunday, medio vinculado al ahora cuestionado sistema Royal Rota, fue demandado judicialmente por el propio Enrique de Sussex, luego de haber publicado comentarios de tipo racista sobre su esposa, y el tipo de genética que ella aportaría a la familia real. En efecto, Rachel Johnson de Mail on Sunday escribió: «Los Windsor espesarán su sangre azul, delgada y acuosa. La piel pálida y el cabello pelirrojo de los Spencer se juntará con un ADN rico y exótico». Adicionalmente, el Mail on Sunday también fue demandando por Meghan Markle ya que el tabloide publicó una carta privada, entre ella y su padre. Por eso Harry, ha querido detener estos ataques a la vida privada, teniendo presente la trágica experiencia que llevó a la muerte a su madre, Lady Di, en medio de una persecución de paparazzis, por lo que ha sido muy enfático:

«"No me obligarán a jugar el juego que mató a mi madre"».

Agregando:

«"Mi mayor temor es que la historia se repita. He visto lo que sucede cuando alguien que amo se convierte en mercancía hasta el punto de que ya no son tratados o vistos como una persona de verdad" (Columbia Journalism Review)»

### Limitaciones impuestas

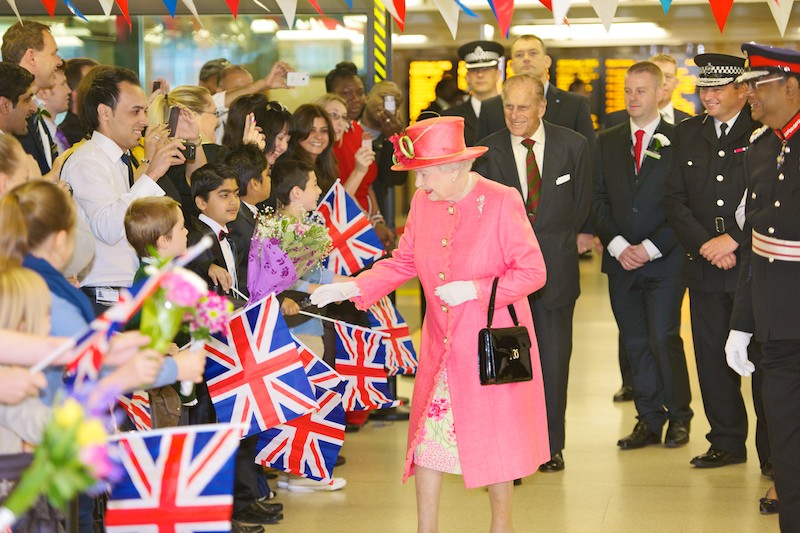
La reina Isabel II, acompañada por Felipe, duque de Edimburgo, en Birmingham (gira del Jubileo de Diamante 2012)

El sistema Royal Rota en la práctica ha funcionado como una especie de élite periodística, frente a la cual la pareja se rebeló, así, según la revista de periodismo Columbia Journalism Review: «Harry y Meghan no se están divorciando tanto de su familia, se están divorciando de la prensa británica». De algún modo, esos pocos periodistas que viajan en aviones y vehículos oficiales por el mundo, representan una forma de hacer periodismo que ahora podría, eventualmente, estar en peligro. En efecto, la pareja anunció que a partir de la primavera de 2020 utilizará para comunicarse sus redes sociales, antes no autorizadas por la exclusividad del sistema Royal Rota, que no le permite a la familia real difundir fotografías de eventos reales por fuera del sistema. Pero la puesta en práctica de esta forma de comunicación se adelantó, y los duques ya comenzaron a publicar informaciones e imágenes de sus actividades caritativas, desde Canadá.
La pareja también ha sido muy clara en que, al no continuar más con las prácticas impuestas por el sistema Royal Rota, ha adoptado un manejo comunicacional acorde con las tecnologías del siglo XXI:

«Sí, el duque y la duquesa de Sussex continuarán teniendo una plataforma de redes sociales. Esperan continuar usando sus redes sociales y creen que este enfoque de medios actualizado les permitirá compartir más, con usted, directamente. Históricamente, el acuerdo con Royal Rota espera que si Sus Altezas Reales quisieran publicar una foto que nunca haya sido vista, se espera que le entreguen la imagen a la Rota (de los cuales cuatro de los siete son tabloides del Reino Unido) simultáneamente o como adelanto de su propio lanzamiento. Esta fórmula permite que estas publicaciones se beneficien al publicar estas imágenes en sus sitios web y portadas. Cualquier incumplimiento en este entendimiento crea repercusiones a largo plazo. La estructura actual hace que sea un desafío para el duque y la duquesa de Sussex compartir personalmente momentos de sus propias vidas directamente con los miembros del público (por ejemplo, a través de las redes sociales), sin pasar primero por el filtro de la Royal Rota».

### Reacciones a la decisión
Inmediatamente los tabloides sensasionalistas británicos, acorazados dentro del Royal Rota, han estallado en reacciones virulentas, ante la decisión de Harry y Meghan, de terminar con el statu quo. Por lo que, inmediatamente surgieron todo tipo de argumentos contra la duquesa de Sussex, hablándose incluso de un «Megxit», apuntando todas sus baterías periodísticas contra la persona de Meghan Merkle.  Algunos ataques públicos alcanzaron tal resentimiento y desprecio, que la ciudadanía británica ha reaccionado negativamente contra esos medios. Así un lector tuiteó: «No esperaba que Meghan Markle sustituyera a Irán como la más grande villana de Occidente en un margen de 24 horas».
Hay quienes consideran comprensible que la pareja quiera escapar del duro escrutinio de los medios del Reino Unido, en particular con Meghan, pero a la vez plantean que los medios británicos han sido generosos con los duques, dedicándoles portadas y un cubrimiento muy favorable, como fue el caso de su boda. Y también recuerdan que la Royal Rota acordó, en 2007, no revelar que Harry se encontraba sirviendo para las fuerzas militares británicas estacionadas en Afganistán, para preservar la seguridad del duque.

### Reclamo sindical
El sistema Royal Rota ya no será más convocado por la pareja de duques de Sussex, quienes sólo citarán, en sus palabras, a los medios independientes, serios y especializados en las causas humanitarias que ellos apoyan; todo lo cual golpea duro al «ecosistema» de la prensa sensacionalista. Frente a esta inusual situación, el Sindicato Nacional de Periodistas (NUJ), ha emitido un enérgico comunicado de protesta, aspirando a seguir trabajando del modo tradicional, tanto con la realeza como con el gobierno británico, pues el primer ministro Boris Johnson aprovechó estos días para poner distancia también con la prensa.
De todos modos, el Sindicato Nacional de Periodistas del Reino Unido, además de «expresar su preocupación» por los nuevos planes de los duques de Sussex, advierte: «El sistema de rotación no es perfecto, pero permite que los medios de comunicación del Reino Unido cubran a la familia real británica, una institución mantenida con dinero público. No podemos aceptar una situación en la que los periodistas que escriben sobre el duque y la duquesa de Sussex sólo puedan hacerlo si tienen el sello de aprobación real», declaró Michelle Stanistreet, secretaria general de la NUJ.
A pesar de todo, algunos han entendido que lo que en definitiva han logrado Enrique de Sussex y su esposa Meghan Markle, es: «independizarse de los tabloides británicos».

### Grupo central
En la actualidad el grupo central de la Royal Rota está integrado por los periódicos: Daily Express, Daily Mail, Daily Mirror, Evening Standard, The Daily Telegraph, The Times y The Sun.

## Otras actividades
La Royal Rota también organiza eventos especiales para sus miembros, como el concurso anual de fotografía, en el cual participa el público, votando por las imágenes que les ha parecido más interesantes. La Royal Rota también cuenta con un sistema propio de acreditación de prensa para profesionales, así como periodistas, fotógrafos e informadores independientes (freelance), la cual es reconocida, tanto por la policía británica como por el Ministerio de Justicia del Reino Unido. La Royal Rota también tiene un registro de agencias de noticias, a la vez que ofrece a sus socios una app multimedia de servicios.